# Горелка Мекера-Фишера

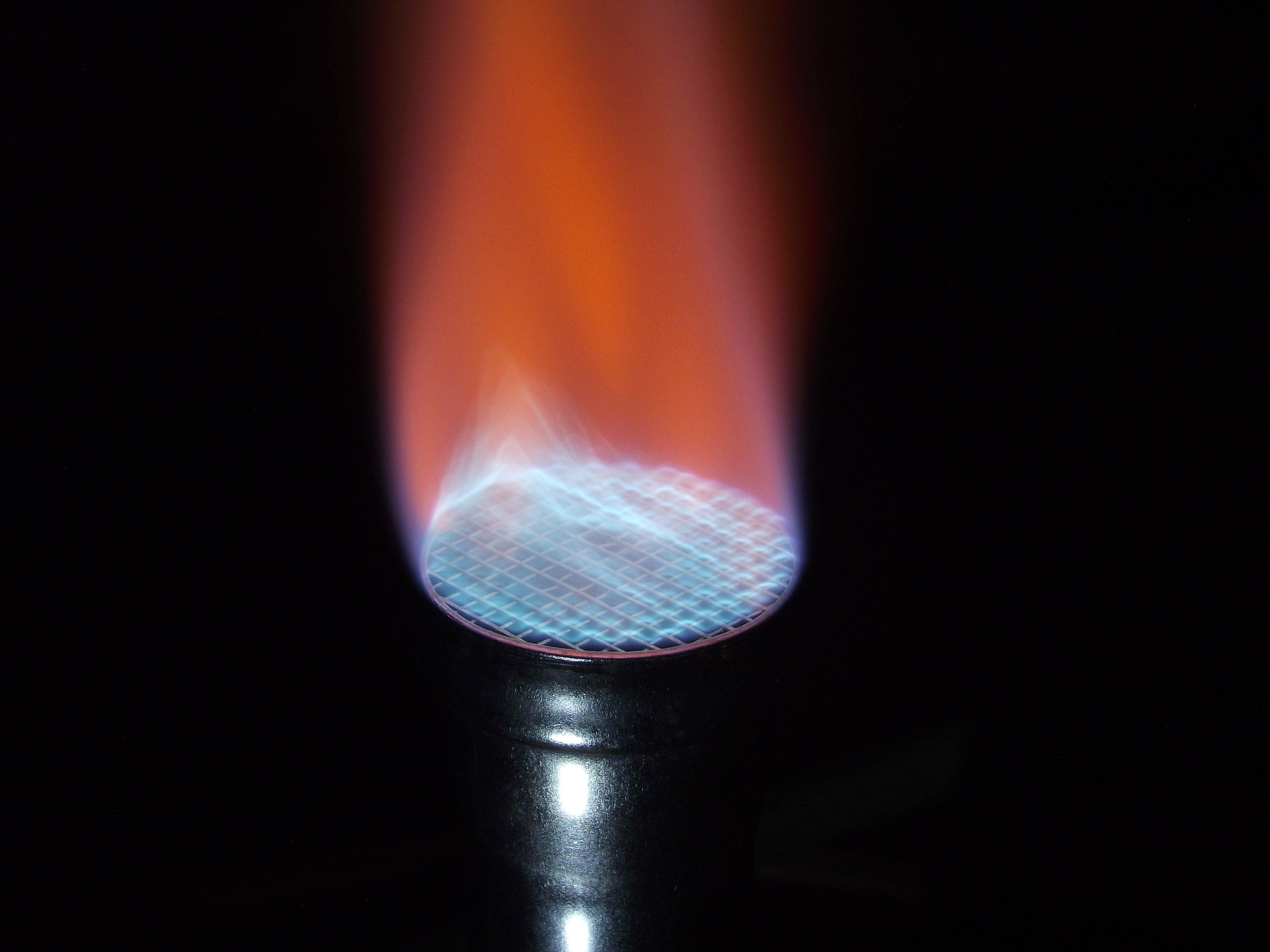
Горелка Мекера-Фишера

Горелка Мекера-Фишера (или горелка Мекера) представляет собой лабораторную горелку (с окружающим воздухом), которая производит множественное открытое газовое пламя, используемое для нагрева, стерилизации и сжигания. Она используется, когда лабораторная работа требует более горячего пламени, чем достижимо при использовании горелки Бунзена, или когда требуется пламя большего диаметра, например, при использовании петли прививки или при некоторых операциях выдувания стекла. Горелка была представлена французским химиком Жоржем Мекером в статье, опубликованной в 1905 году.
Тепловая мощность горелки Мекера-Фишера может превышать 12,000 BTU (13,000 kJ) в час (около 3.5  кВт) ) с использованием сжиженного газа. Температура пламени достигает до 1,100–1,200 °C (2,000–2,200 °F). По сравнению с горелкой Бунзена нижняя часть её трубки имеет больше отверстий с большим общим поперечным сечением, пропускающим больше воздуха и способствующим лучшему смешиванию воздуха и газа. Трубка шире, а её верх покрыт пластинчатой сеткой, разделяющей пламя на массив более мелких пламен с общей внешней оболочкой, обеспечивающей равномерный нагрев, а также предотвращающей обратные вспышки в нижнюю часть трубки, что представляет опасность. при высоких соотношениях воздух-топливо и ограничивает максимальную скорость забора воздуха в горелке Бунзена. Пламя горит бесшумно, в отличие от горелок Бунзена или Теклю.